# Albert Wichmann
Albert Jørgen Wichmann (født 25. august 1949) er en dansk skuespiller.
Han er uddannet på Aarhus Teaters elevskole fra 1970 til 1971 og Statens Teaterskole fra 1972 til 1973. Han har optrådt på forskellige teatre herunder Det ny Teater, Rialto Teatret, Posthus Teatret, Det Danske Teater og Nørrebros Teater,

## Filmografi
- Nøddebo Præstegaard (1985)
- Idioterne (1999)
- Monas Verden (2001)

### Tv-serier
- Hotellet (2000-2002)

### Julekalendere
- Jul i Gammelby (1979)

## Ekstern kilde/henvisning
- Albert Wichmann på Internet Movie Database (engelsk)
- Albert Wichmann på Filmdatabasen
- Albert Wichmann på danskefilm.dk
- Albert Wichmann på danskfilmogtv.dk
- Albert Wichmann på Svensk Filmdatabas (svensk)
- Albert Wichmann på The Movie Database (engelsk)